# Paseo de la Reforma

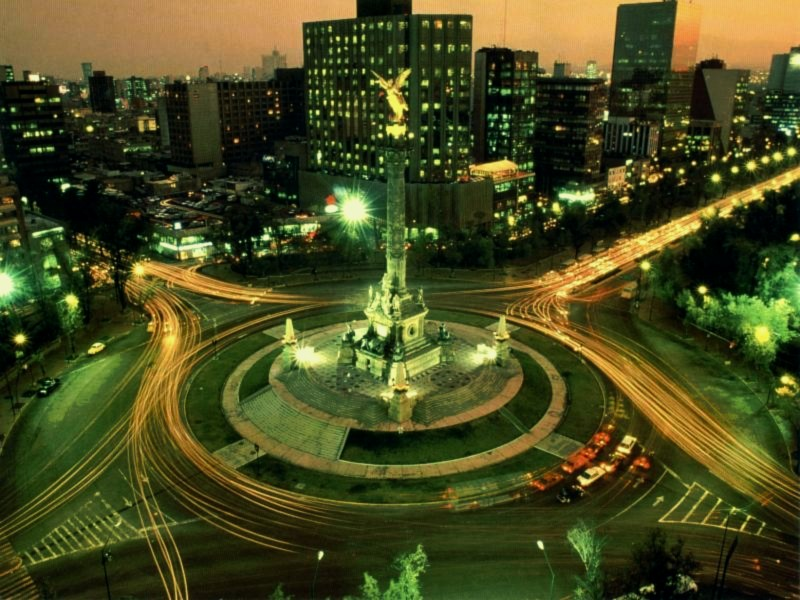
Vista de la sección antigua del paseo. Desde el castillo de Chapultepec varias glorietas adornan el paseo de la Reforma, siendo la principal y una de las más bellas donde está el monumento a la Independencia.

El paseo de la Reforma es la avenida más importante y emblemática de la Ciudad de México y del país. Originalmente, se llamó paseo de la Emperatriz o paseo del Emperador, ya que su trazo fue encargado por Maximiliano I de México durante el Segundo Imperio Mexicano. Después del triunfo del gobierno de Benito Juárez sobre este último y la restauración del gobierno republicano, fue renombrado como paseo Degollado, en honor a Santos Degollado. A la muerte de Juárez, el gobierno de Sebastián Lerdo de Tejada consolidó su actual nombre en honor al proceso conocido como Reforma.
Por su zona más céntrica han transcurrido hechos históricos de importancia para la capital. Es centro frecuente de manifestaciones  y celebraciones populares, conciertos y actividades cívicas. En su recorrido se ubican monumentos destacados de la capital de México —como el monumento a la Independencia (que a menudo es tomado como un símbolo de la ciudad)— edificios prominentes, la Torre Reforma —el edificio más alto de la ciudad—, así como otros de interés financiero y comercial. Diversos estilos arquitectónicos pueden hallarse en el paseo debido a sus diferentes periodos históricos, desde los pocos vestigios del modernismo, el estilo internacional de los años cincuenta hasta la arquitectura más contemporánea.
En sus aproximadamente 14.7 km de largo, corre desde el poniente, en la zona de Cuajimalpa y Santa Fe, pasando por las Lomas de Chapultepec, Polanco y el Bosque de Chapultepec hacia el centro, hasta alcanzar la Zona Rosa y la colonia Juárez, el centro histórico, y al norte Tlatelolco y el inicio de la calzada de Guadalupe y la calzada de los Misterios. Desde la primera década de los años 2000, su trazo se extiende entre el entronque de la avenida Constituyentes, la carretera federal n.° 15 México-Toluca, la autopista México–Toluca 15D y la prolongación del paseo de la Reforma, hasta su encuentro con el eje 2 Norte en la glorieta de Peralvillo (antes denominada Garita de Peralvillo).

## Historia

### SigloXIX

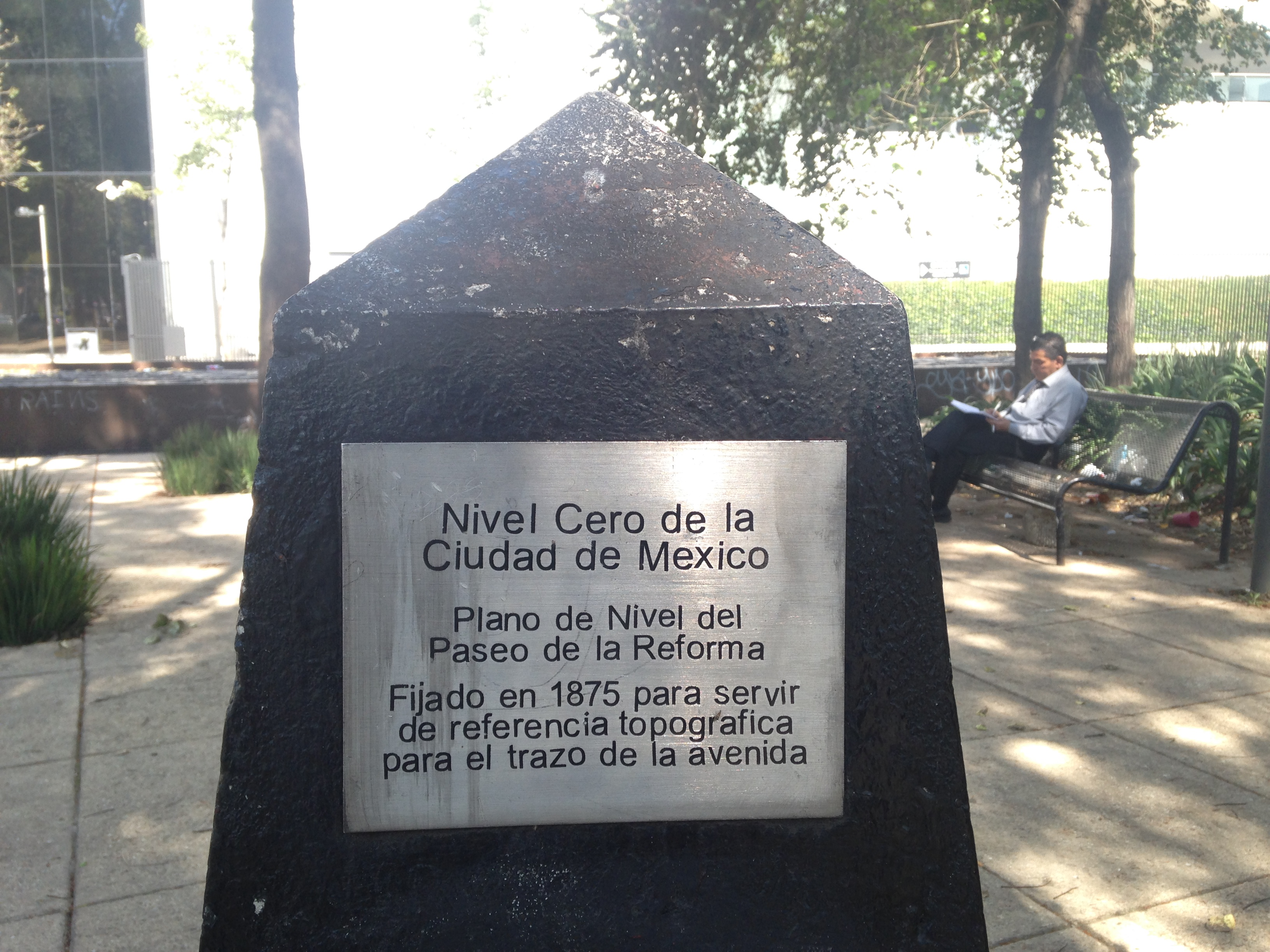
Nivel cero de la Ciudad de México, marca topográfica hecha en 1875 para trazar el paseo.

Durante la Intervención Francesa en México, en 1864, el gobierno republicano se encontraba a la fuga por el norte del país y, en la entonces Ciudad de México, el imperio, encabezado por Maximiliano I de México, se sentía afianzado al poder. Emitió y, en algunos casos, llevó a cabo una serie de reformas tendientes a modernizar al país, entre estas estaba la construcción de infraestructura, siendo así colocadas en primera instancia la consolidación de las comunicaciones en el país. Por eso, el gobierno imperial desarrolló una serie de proyectos camineros y de ferrocarriles. Algunos de esos estaban en obra desde la época republicana, y de esos proyectos solo pudo cristalizar algunos, la mayoría parcialmente y el Valle de México en concreto.[cita requerida] Uno de esos proyectos fue la creación de varios bulevares europeos, como el Ringstraße de Viena o los que se construían en ese momento en el París de Napoleón III, vialidades caracterizadas por construirse a partir de demoliciones y transformaciones urbanísticas radicales, rematadas por grandes monumentos. De esos trabajos solo se iniciaron dos, uno sobre la hoy llamada avenida Chapultepec, que no pasó del trazo,[cita requerida] y el otro proyecto, que tenía como fin conectar a la Ciudad de México desde el Palacio Imperial con el Bosque de Chapultepec, cercano a la ciudad de Tacubaya y donde se ubicaba el Castillo de Chapultepec, mismo que recibiría el nombre de Paseo de la Emperatriz, en honor a la esposa de Maximiliano, Carlota. Este proyecto quedó a cargo del igeniero en minas Alois Bolland, que formaba parte del séquito austrohúngaro de Maximiliano, y quien trazó lo que resultó finalmente.
Del segundo proyecto, el trazado y construcción de los bulevares, fue encargado[cita requerida] a una comisión de notables formada por los arquitectos Carl Gangolf y Ramón Rodríguez Arangoiti, así como a los artistas Felipe Sojo, Miguel Noreña y Santiago Rebull, mismos que en su proyecto original consideraron crear seis bulevares radiales que salieran de la plaza de la Constitución en el centro de la ciudad, pero como esto implicaba el demoler una parte importante de la ciudad (como ocurrió en París), se decidió por crearlos a partir de la periferia de la ciudad,[cita requerida] de manera tal que estos iniciaran a una distancia promedio de un kilómetro y medio de la plaza de la Constitución. Por este motivo el inicio del Paseo de la Emperatriz se dio en el cruce de las calles hoy llamadas Rosales, avenida Bucareli y avenida Juárez, donde se ubicaba por entonces una de las garitas que delimitaban la ciudad, al sur del Templo de San Hipólito, y la plaza de toros llamada luego plaza del Nuevo Paseo, partiendo donde en 1852 se encontraba la Estatua Ecuestre de Don Carlos IV, popularmente conocida como el Caballito. La traza comprendía una línea recta entre este punto y la parte baja de las habitaciones de los monarcas en el Castillo de Chapultepec atrás de lo que hoy es el Altar a la Patria, donde se conectaría con el camino que rodea el cerro de Chapultepec y permite un acceso fácil al Castillo de Chapultepec.
A los ingenieros de origen austriaco Alois Bolland y Ferdinand von Rosenzweig les tocó realizar el trazo y proyecto de obra. Originalmente, incluía dos sentidos de nueve metros de ancho con un camellón central de un metro y medio, y dos paseos peatonales a los lados de nueve metros cada uno, llenos de vegetación de ornato. Su trazado desde un inicio presentó la oposición del Ayuntamiento de México[cita requerida] y los propietarios de los terrenos agrícolas y ganaderos que atravesaría. Entre las múltiples razones técnicas que argumentó el Cabildo estuvo la fragilidad del terreno, mismo que se había ganado gracias al desecado del lago de Texcoco, por lo que el suelo solo estaba formado por lodos compactados que, según sus argumentos, podían ofrecer poca resistencia, además de que la tierra era aún muy salobre y no sería fácil que creciera la vegetación abundante que requería el proyecto.[cita requerida]
La obra a pesar de todo continuó y fue encargada —luego de un concurso— a los hermanos Juan y Ramón Agea, bajo la supervisión del Ministerio de Fomento, Colonización, Industria y Comercio, cuyo titular era por entonces Luis Robles Pezuela. Del proyecto original de 3.15 km solo se llevó a cabo una parte entre 1864 y 1865, un camino de unos 20 metros de ancho, lo cual era enorme para la época, sin camellón central y solo unas zonas reservadas a los lados para el descanso de caballos. Por entonces no había prácticamente ninguna construcción en sus lados y de inicio no se consideró necesario el uso de banquetas.

Croquis general sobre la situación de la zona donde se proyectó el paseo de la Reforma (1862)

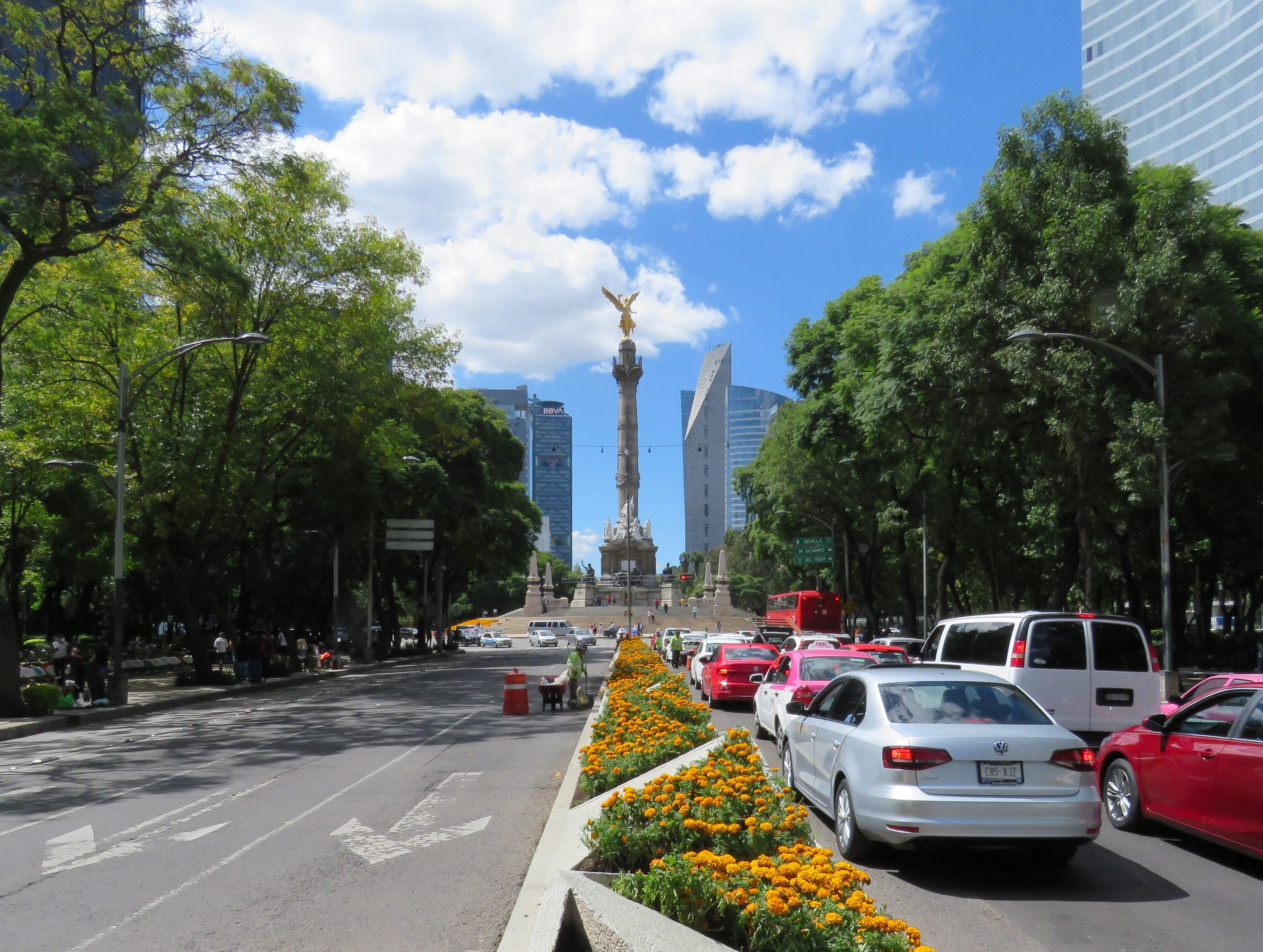
Camellón en paseo de la Reforma

Esta paseo no incluía puentes u otra obra similar, por lo que era necesario atravesar canales y ríos como el localizado a la altura de la colonia Tabacalera[cita requerida] (entonces Hacienda de la Teja, sitio que tomó connotación temporal al ser el primer alojo de Maximiliano en la ciudad). Este camino, durante el efímero imperio, fue de uso segregado al ser exclusivo para la Corte imperial, disponiéndose de un cuerpo de policías que hiciera respetar la exclusividad.[cita requerida] Para esas fechas, el paseo por excelencia de la ciudad fue el Paseo de Bucareli, donde cada tarde los habitantes de la ciudad, sobre todo de clase acomodada, lo recorrían a caballo o en coches tirados a caballo (por su escasa longitud, lo recorrían varias veces). Comprendía las hoy llamadas avenida Chapultepec y la avenida Juárez. Esta última conectaba con la Alameda Central, lugar de paseo predilecto por las personas que lo hacían a pie. Otro con el carácter peatonal era el Paseo de la Cadenas frente a la Catedral Metropolitana, y uno que incluía navegación era el Paseo de la Viga, que se realizaba por el Canal de la Viga.
Tras la derrota del Segundo Imperio Mexicano y el inicio de la Restauración de la República en 1867, el Paseo de la Emperatriz fue olvidado. La ceremonia de recepción por el Cabildo del Ayuntamiento de México para el presidente Juárez a la Ciudad de México fue en la llamada Glorieta del Caballito y para su sorpresa el ayuntamiento decretó que el Paseo de la Emperatriz fue renombrado como Paseo Juárez, situación que de ninguna forma gustó al presidente. Por lo mismo y como responsable directo del Distrito Federal, pidió a Juan José Baz, entonces recientemente nombrado Gobernador del Distrito Federal, que disuadiera a los miembros del Ayuntamiento de México para cambiar el nombre a Paseo de Degollado como un homenaje al general del liberalismo Santos Degollado.
El 17 de febrero de 1867 se abrió oficialmente a todo público mientras se continuaron las obras. Para 1870 ya tenía camellones peatonales y arboledas entre el Caballito y la Glorieta de la Palma, siendo los trabajos llevados a cabo por Francisco P. Herrera, perteneciente al Ministerio de Fomento. Entre 1872 y 1876 durante el gobierno del presidente Sebastián Lerdo de Tejada se construyó un puente de ocho metros en la Hacienda de la Teja y se terminaron los camellones peatonales hasta Chapultepec, se sembraron eucaliptos, sauces y fresnos, además de realizar las cuatro glorietas entre la palma y la avenida Juárez. En 1872, por iniciativa del presidente, se le dio su nombre definitivo de Paseo de la Reforma. A sus costados ya se habían establecido las colonias Americana, hoy en terrenos de la colonia Juárez, y la colonia Cuauhtémoc. El afrancesamiento de la zona ya se denotaba popularmente desde esa época con un frecuente cliché de comparación con la avenida de los Campos Elíseos de París.
Luego de la Revolución de Tuxtepec, el general Porfirio Díaz tomó el poder presidencial y encaminó al país en una política de modernización. En lo que respecta al Paseo de la Reforma, el trabajo se enfocó en embellecerlo y terminarlo, así como agregar un nuevo programa escultórico y monumental que recordara a las y los héroes nacionales. Así, para 1877, se construyó la glorieta que se encontrara cerca de la intersección con la avenida de los Insurgentes, donde el 21 de agosto de 1887 se inauguró el monumento a Cuauhtémoc y en otra glorieta cercana, el Monumento a Cristóbal Colón. 
Paralelamente, el artista Alejandro Casarín Salinas, por orden del Ministerio de Fomento, presidido por Vicente Riva-Palacio, creó y colocó, entre 1889 y 1891, dos esculturas de bronce de seis metros y cuatro toneladas, que representan a los tlatoanis mexicas Itzcóatl y Ahuízotl. Se inauguraron el 5 de mayo de 1892, y en 1898 se reubicarán en el Canal de la Viga (convirtiéndose en lo que hoy se conoce como los Indios Verdes).

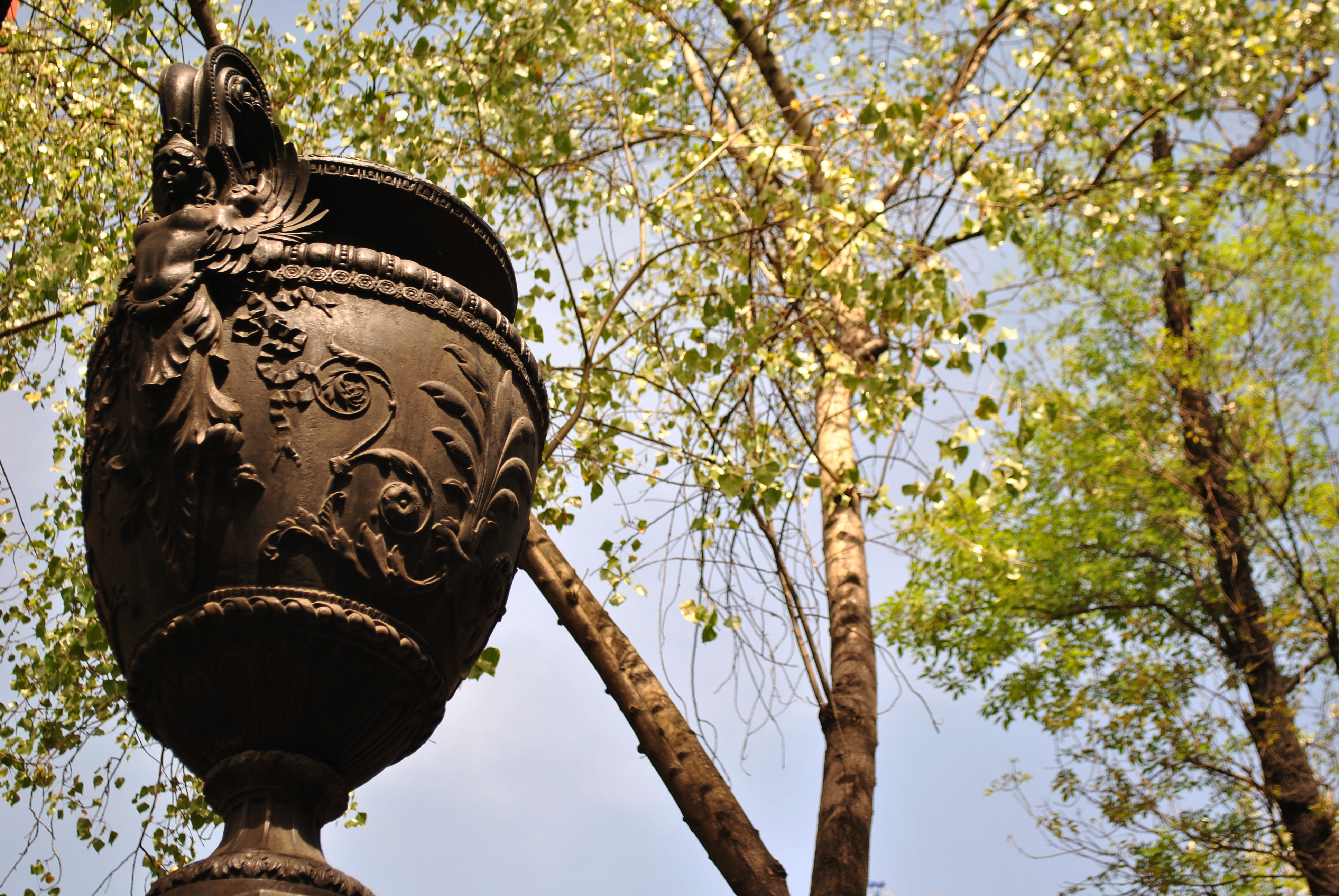
Copón ornamental del paseo

En ese mismo año, como un regalo de aniversario del presidente Díaz a su cónyuge, fueron inauguradas las puertas y rejas de hierro colado importadas de España que dan acceso al Bosque de Chapultepec, conocidas como Puerta de los Leones por las esculturas que permanecen a sus costados. A los corredores peatonales, a fin de delimitarlos, se les plantaron hileras de fresnos; infortunadamente, fueron dispuestos otros tipos de árboles, al no poder echar raíces los primeros. Estos corredores peatonales fueron solamente zonas delimitadas por los árboles de unos nueve metros de ancho, a los cuales se les agregaron desde 1878, como un detalle artístico, unas bancas de cantera —que pueden verse aún— y una serie de pedestales en los cuales en principio se consideró que tendrían unos macetones en forma de copas y estatuas de dioses griegos.[cita requerida] Tal idea fue cambiada en 1887 cuando el escritor Francisco Sosa por medio de su columna en el diario El Partido Liberal, propuso poner en los pedestales destinados para los dioses, a los héroes de la Reforma.[cita requerida] En 1888 la idea fue oficialmente aceptada y se puso a disposición de cada estado un par de pedestales para que se instalaran dos esculturas por estado de personajes de la Reforma. Al final, no todos los personajes fueron de la Reforma -como el caso de Primo de Verdad- y los personajes fueron designados por los mismos estados. De esta manera, entre 1889 y 1895, las entidades federadas de entonces mandaron hacer dos estatuas para colocar en un par de pedestales alternando con los jarrones producto de la obra del escultor Gabriel Guerra. En la fundición de estas esculturas, el que mayor número de piezas realizó, con un total de 20, fue Jesús Fructuoso Contreras. Un total de 24 piezas fueron fundidas por la empresa Fundición Artística Mexicana, de la cual el propio presidente Díaz llegó a ser accionista.
El ayuntamiento de México dio una excesión fiscal a los propietarios de casas nuevas sobre el paseo, siempre y cuando dejaran, al frente de sus casas, jardines cuidados de al menos ocho metros de fondo.
En 1894, el Ayuntamiento de México, por medio del regidor Alberto Best, contrató por concurso a la Compañía Mexicana de Electricidad para la instalación de alumbrado público sobre la base de energía eléctrica; el que se basaba en gas ya estaba instalado en el centro de la ciudad desde 1863 y con base en aceite desde 1792. La primera lámpara incandescente fue colocada en el cruce con Antonio Caso.
Para la misma época ya había iniciado el desarrollo de las zonas residenciales de las colonias de La Condesa, Hipódromo-Condesa y colonia Roma, así como la colonia Arquitectos (hoy colonia San Rafael), Paseo Nuevo, Tabacalera, Cuauhtémoc y Americana (hoy Colonia Juárez), que se promocionan como una "solución a la congestión de la ciudad, muy cercanas a la ciudad y sin ser en una ciudad lejana como Tacubaya (sic)".[cita requerida] Estos desarrollos inmobiliarios tienen la distinción de ser los introductores de los servicios de alcantarillado y saneamiento entre otros, dejando lentamente el uso agrícola y ganadero que tenía la zona desde la época precolombina. Por este mismo motivo, se inició el entubamiento de los afluentes naturales que habían existido, como el que pasaba por la Hacienda de la Teja y que de inicio obligó a construir un puente. La mayoría de esas aguas se canalizaban por medio de la hoy avenida Monterrey al canal que corría por el Viaducto Miguel Alemán.

### SigloXX
Para 1900 y vislumbrándose los festejos por el Centenario de la Independencia, se llevaron a cabo muchos trabajos tratando de mejorar el paseo. Entre ellos fue ensanchar las calzadas centrales reduciendo los andadores, terminar el tramo entre la glorieta de La Palma y el cerro de Chapultepec y la creación de las calles laterales de dos carriles de unos seis metros con su respectiva banqueta de dos metros por lo menos, lo que incrementó en 16 metros el ancho del paseo. De todas esas mejoras, la de mayor impacto fue la edificación del Monumento a la Independencia en el cruce de la hoy avenida Florencia, trabajos que implicaron ensanchar la glorieta para darle una mejor vista al monumento. Las obras duraron de 1900 a 1910, mismas que incluyeron la creación de guarniciones, banquetas adoquinadas, alcantarillado e instalaciones eléctricas y de teléfono.

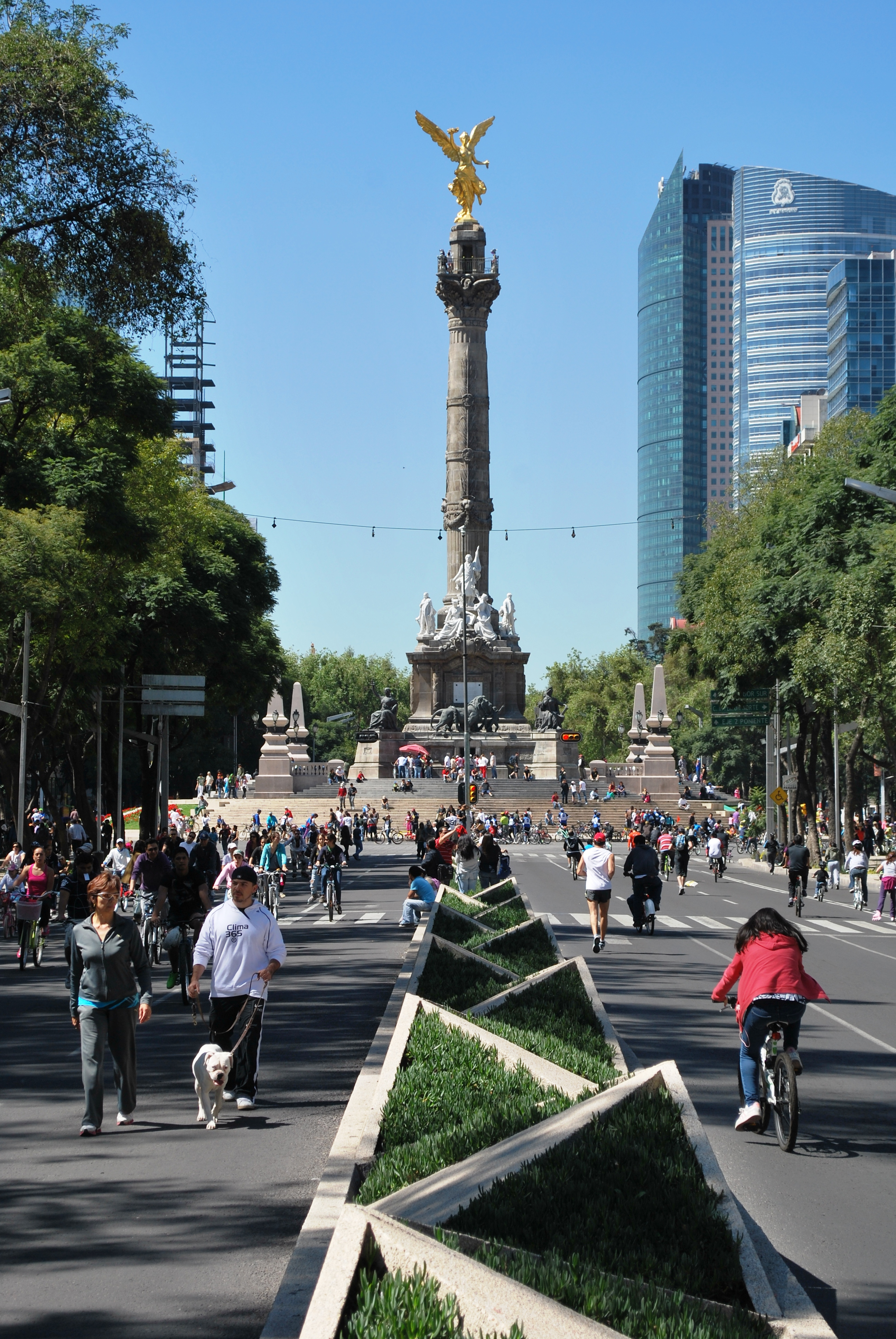
El Ángel de la Independencia.

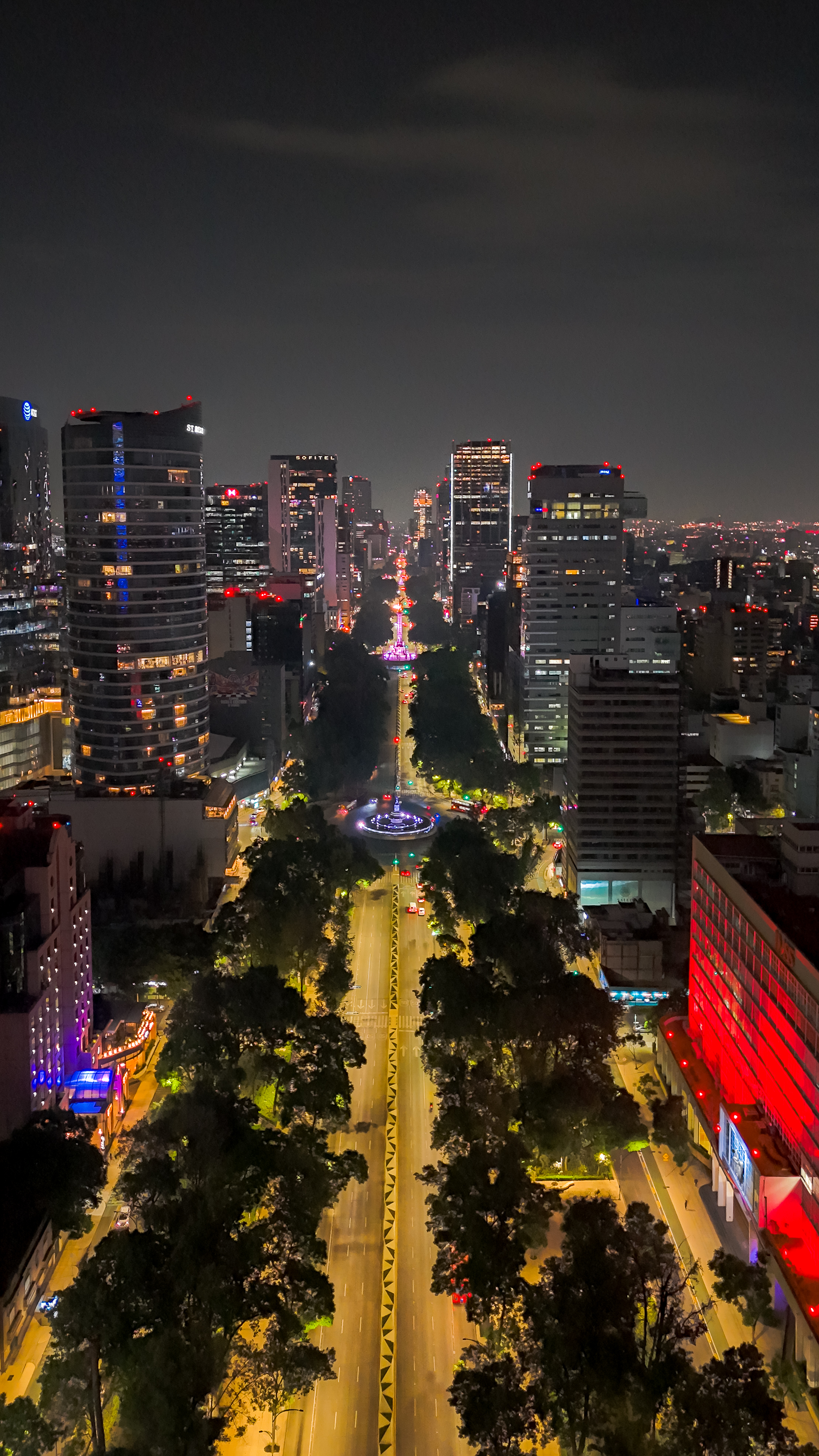
Vista nocturna desde la Estela de Luz.

En 1917, se filmó la primera película comercial en México, “La luz”, de J. Jamet,  que incluyó una carrera de autos por el paseo, aunque ya en 1907 se había filmado la película Las aventuras de Tip Top en Chapultepec. Esa carrera, se supone,[cita requerida] es la primera que se filmó en el paseo. Pero ya desde 1895 se conoce de la presencia de autos realizando carreras por el paseo.[cita requerida] Por su longitud, no corrió ningún tipo de transporte ferroviario como los tranvías eléctricos que existieron en la ciudad, aunque varias líneas de tranvías y ferrocarril si lo atravesaron, como el Ferrocarril a Cuernavaca, cuyas vías fueron trazadas entonces por una zona alejada de la ciudad, o la Estación Terminal Colonia en lo que hoy es el Monumento a la Madre y el parque de las Artes.
Durante la Revolución mexicana el único hecho destacable fue el crecimiento desbordado de casas en sus inmediaciones, sobre todo residencias de alto nivel económico y estilo casi siempre francés, a donde muchos de los hacendados y ricos de los estados se refugiaron, o por lo menos lo intentaron, ya que estas casas bien pronto fueron adquiridas por los nuevos ricos que dejó la Revolución entre los generales y políticos victoriosos.[cita requerida]
La Puerta de los Leones fue inaugurada el 17 de septiembre de 1921.
De esta manera para 1927 no solo cambió el tipo socioeconómico de habitantes, sino la longitud del Paseo de la Reforma, ya que el antiguo camino que subía al pueblo de Tecamachalco fue renombrado en parte como Prolongación Paseo de la Reforma hasta lo que hoy es su intersección con el Paseo de las Palmas en lo que llamaron Lomas de Chapultepec, zona residencial de muy alto nivel económico donde la nueva élite social emanada de la Revolución se hizo de un hogar.

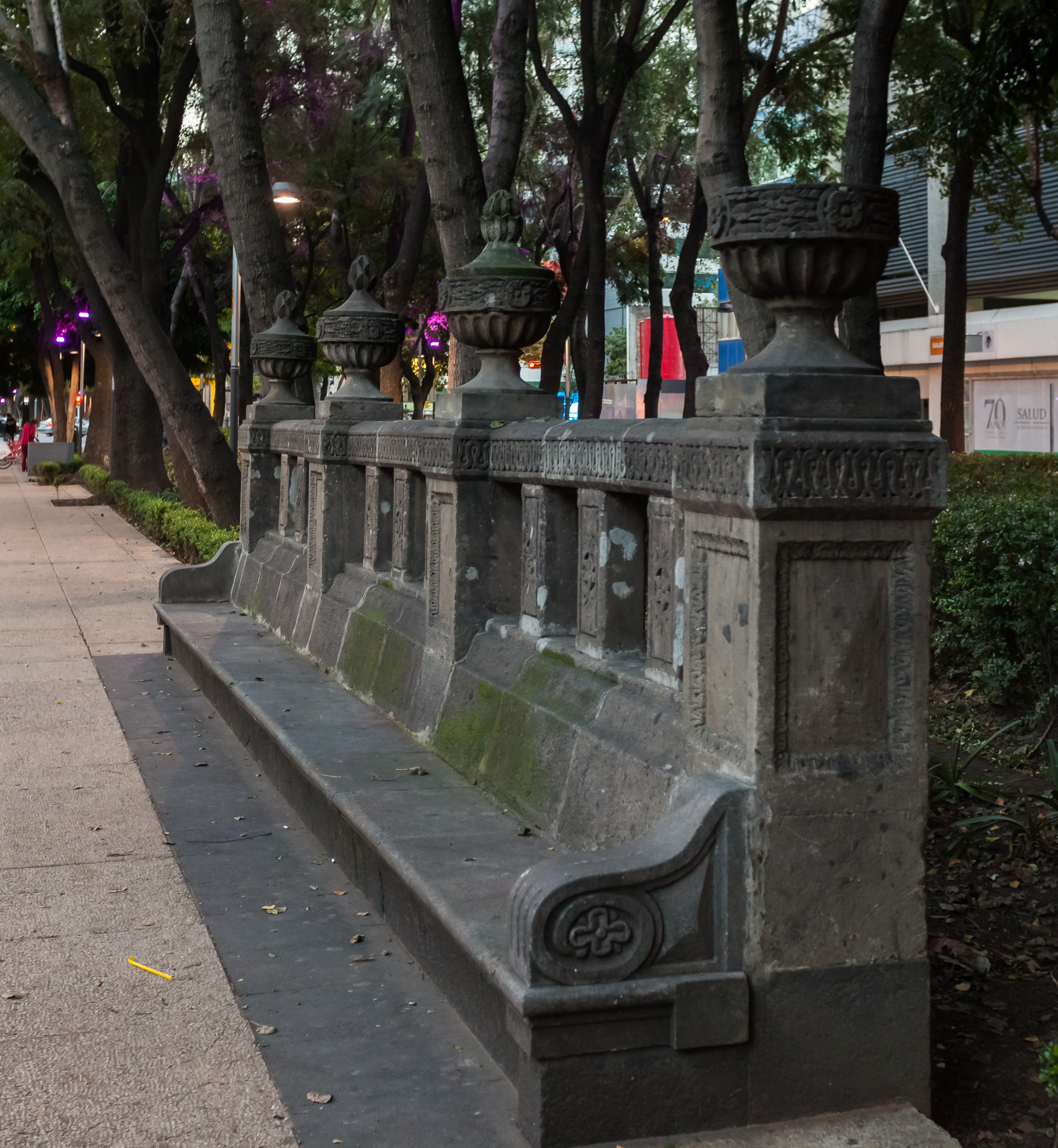
Banco en el Paseo

Así llegó 1929 y la eliminación de los gobiernos municipales en el Distrito Federal, con lo cual el gobierno central logró evitar muchas de las molestias por las resistencias de los municipios al crecimiento urbano. El Gobierno del Distrito Federal creó un Plan General de Desarrollo, mismo que marcó la creación de varias avenidas y calles principales como el Circuito Interior, Anillo Periférico y la avenida de los Insurgentes. Este plan fue obra de la Asociación Nacional de Planificadores de la República Mexicana (ANPRM), encabezada por el arquitecto mexicano Carlos Contreras Elizondo, plan que se presentó en 1933, y que entre otras cosas, incluía la extensión del Paseo de la Reforma al poniente para dar una vialidad a los desarrollos inmobiliarios en las Lomas de Chapultepec.
En la década de 1940 se inició la pavimentación total del paseo, con banquetas de concreto y carriles de rodamiento con asfalto, así también, la creación del camellón central de un metro y medio de ancho, mismo que figura hasta hoy. Asimismo, en la zona poniente se inició el cierre del Bosque de Chapultepec con rejas y se restringió el paso de vehículos por sus avenidas, lo que implicó un cambio total en la vialidad de la zona. En principio, la prolongación del Paseo de la Reforma dejó de existir y se le renombró como Reforma Poniente, para luego de un par de años llamársele también Paseo de la Reforma pero con una nueva numeración a partir de la hoy llamada Puerta de los Leones. Esta sirvió de puerta principal al Bosque de Chapultepec y separó el inicio de la carretera Federal n.º 15D (hoy avenida Constituyentes) del inicio del paseo. Por estas mismas fechas se creó el último tramo del paseo al poniente aunque sin darle un nombre, ya que era solo un camino de terracería.
El 10 de octubre de 1942 se inauguró la Fuente de la Diana Cazadora. Al inicio estaba frente a donde hoy se ubica la Puerta de los Leones, donde permaneció hasta 1972, pero al construirse el Circuito Interior, se desplazó a un lado, quedando oculta por varios años, hasta que en 1994 fue movida a la Glorieta de Río Ródano. En ese mismo año, el arquitecto Mario Pani dirigió el proyecto Crucero Reforma-Insurgentes tendiente a reformar el paseo en su intersección con la avenida de los Insurgentes, la cual constaba de una gran glorieta, con hoteles, edificios públicos y privados en sus límites y pasos a desnivel. No llegó a ser completado y solo se construyó el Hotel Plaza de planta semicircular en la glorieta secundaria para el proyecto del Monumento a Colón.
En 1952 se inauguró la Fuente de Petróleos en Prolongación del Paseo de la Reforma. Durante el gobierno del regente Fernando Casas Alemán, se plantaron en el camellón central plantas de ornato varios tipos de cactus, nopales y biznagas, lo cual es hasta hoy considerado por sus detractores[¿quién?] como un enorme error y por sus defensores como un símbolo del nacionalismo.[cita requerida] Además se llevó a cabo la reducción, entre el Caballito y el Monumento a Cuauhtémoc, de los camellones peatonales, a solo unos dos metros. Esto con el propósito de dar más espacio a los edificios modernos que empezaron a surgir en sus inmediaciones, tal como el Edificio de la Lotería Nacional, uno de los primeros rascacielos en el paseo. Las banquetas y guarniciones se construyeron de concreto, se aumentaron los carriles centrales de 9 a 11 metros, con un camellón central de 2 metros; se repavimentaron las zonas vehiculares con losas de concreto; las bancas localizadas en el primer tramo entre el Caballito y el Monumento a Cuauhtémoc se reubicaron en el tramo entre el monumento a Cuauhtémoc y el cerro de Chapultepec; se reubicó el monumento y glorieta de Cuauhtémoc y se cambió la instalación eléctrica y telefónica de aérea a subterránea.
Para el 27 de septiembre de 1952 se inauguró el Altar a la Patria conocido popularmente como Monumento a los Niños Héroes, lo que obligó a cerrar el paseo entre este punto y las faldas del cerro de Chapultepec; poco después, se reconectó hasta la altura de la Puerta de los Leones (en aquel entonces el bosque no estaba delimitado ni el existía el trazo de las colonias aledañas).
El 28 de julio de 1957 un terremoto causó daños en la ciudad y en la zona del paseo; entre otros incidentes, hizo caer a la escultura de la Victoria alada de su pedestal del Monumento a la Independencia y malogró varios edificios altos en la zona como el Edificio Corcuera, que debieron ser demolidos ante el peligro de derrumbe.[cita requerida]
Al ser designado Ernesto P. Uruchurtu como regente del Distrito Federal, se inició una de las etapas más cambiantes para el paseo. Primero, bajo un nuevo plan rector, se crearon y ampliaron varias vialidades en el Distrito Federal, entre estas el Paseo de la Reforma. Así, desde el Caballito y prosiguiendo el trazo, se demolieron construcciones para continuar el paseo unos 2.6 kilómetros hasta llegar a la Glorieta de Peralvillo. Esta ampliación implicó tres nuevas glorietas, y se movieron estatuas ya ubicadas a los costados, como la obra dedicada a José María Morelos y Pavón en Tepito, erigida en el punto desde el segundo imperio. Pero a diferencia de los otros tramos, fue dotada de una pobre zona arbolada; tiene igualmente camellones peatonales. Fue, igualmente, durante esta etapa cuando se agregaron más pedestales y estatuas de héroes de los estados, pero no sólo de la Reforma.[cita requerida]
Al poniente se iniciaron los trabajos de mejora y estandarización en las características del paseo con respecto a la zona de Lomas de Virreyes. Se renombró oficialmente la Prolongación como Paseo de la Reforma aunque sin llegar a la carretera federal México-Toluca 15. Debido a los XX Juegos Olímpicos celebrados en 1968, se remodeló el Paseo con pisos hechos con base en losetas vidriadas rojas, mismos que permanecieron en la parte oriente hasta entrado el siglo XXI (2014). Por el mismo motivo, y cerca de la Puerta de los Leones, se ubicó la entonces Estación Terminal Chapultepec de la Línea 1 del Metro de la Ciudad de México.
Después de esa ampliación se crearon cuatro nuevas glorietas: la de Violeta, donde se colocó el monumento a Simón Bolívar (1976), la de Santa María la Redonda, donde se colocó el monumento a José de San Martín (1973), la de Nonoalco, donde se encuentra el monumento a Cuitláhuac, y la de Peralvillo, que terminó siendo una cuchilla. También se reformó la glorieta de Bucareli y del lado poniente, en el cruce con avenida Hidalgo, se creó la plaza de la Reforma, proyectada por el arquitecto Julio de la Peña, donde se colocó la estatua de Francisco Zarco, y posteriormente otras ocho estatuas de próceres de la Reforma (Jesús Terán Peredo, José María Luis Mora, Juan N. Álvarez, Ángel Albino Corzo, Guillermo Prieto, Gabino Barreda, Mariano Escobedo y Ustaquio Buelna).
En 1975 se cerró definitivamente el perímetro del Bosque de Chapultepec y se construyó el Circuito Interior, por lo que se suprimió la glorieta frente a la Puerta de los Leones, y se construyó sobre el circuito un puente vehicular sin mucho espacio para el camellón central y menos para el paso de peatones. Dentro del bosque se construyó el Puente de los Leones que permite continuar la calzada entre el Altar a la Patria y la Puerta de los Leones, renombrada Calzada Juventud Heroica. Se continuó la construcción hacia el Poniente hasta llegar al entronque con la carretera federal México-Toluca 15D, en el punto denominado "Kilómetro Trece". En 1970 se construyeron parte de las líneas 2 y 3 del Metro de la Ciudad de México y en el cruce con la avenida Hidalgo se construyó la Estación de Transbordo Hidalgo.

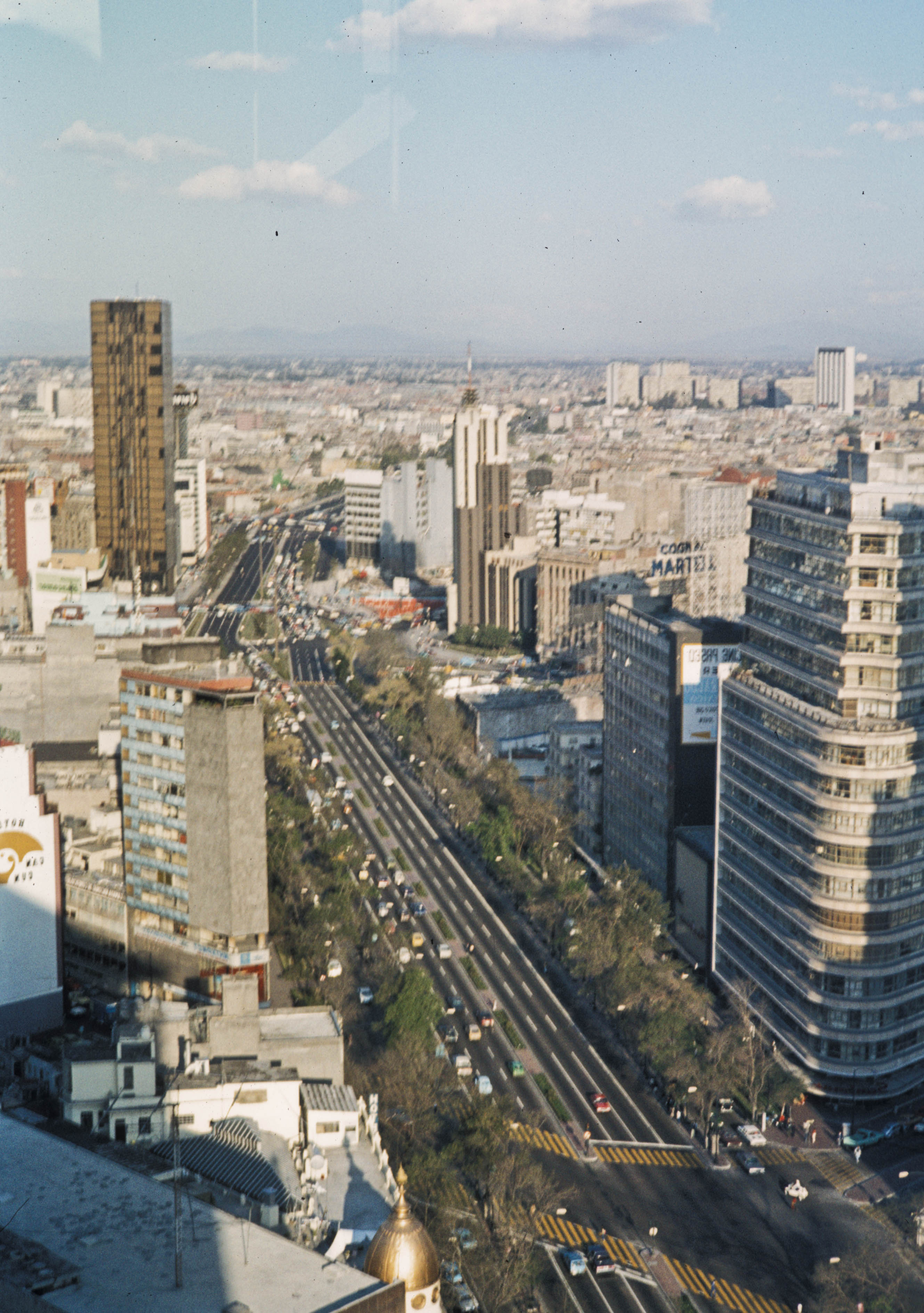
El paseo en la década de 1980.

La ampliación al Oriente tuvo fines meramente prácticos y actualmente es considerada como una atrocidad de las políticas de urbanización del régimen priísta en el país,[cita requerida] ya que para llevar a cabo las obras, se demolieron un sinnúmero de construcciones antiguas, algunas de ellas datadas en los siglos XVIII y XIX, muchas de ellas cercanas a la zona de la Alameda Central (antiguo paseo de la sociedad virreinal), así como de la colonia Guerrero y la ciudad prehispánica y colonial de Santiago Tlatelolco, destacándose la demolición de los edificios del Tecpan y la antigua sede de la Secretaría de Relaciones Exteriores construida por el presidente Porfirio Díaz. Estas demoliciones y obras fueron parte del llamado "Proyectazo",[cita requerida] que pretendía convertir al Distrito Federal en una megaciudad de pavimento y rascacielos y que se venía desarrollando desde la planificación de 1933.[cita requerida]

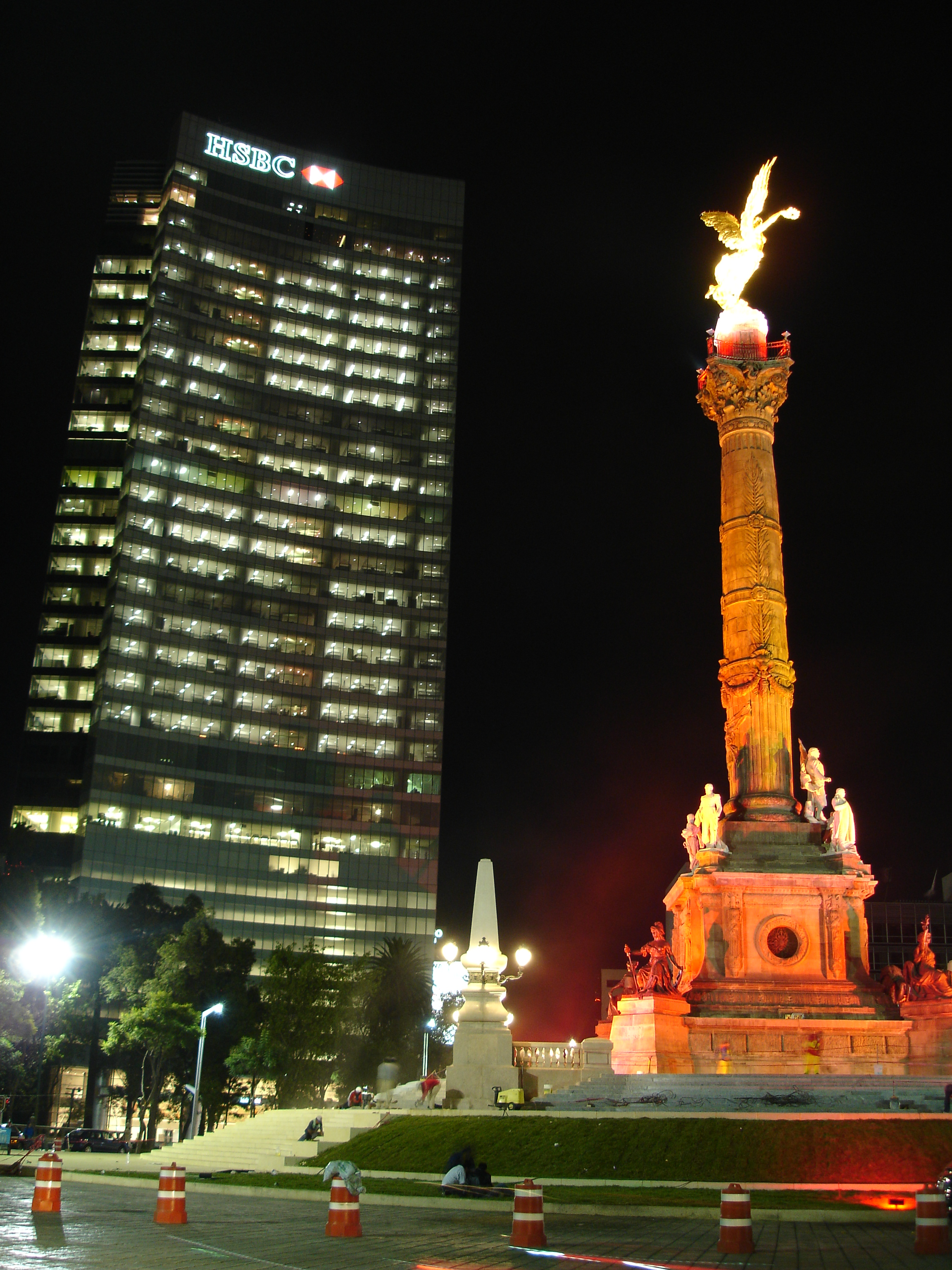
Vista nocturna de la Torre HSBC y el Ángel de la Independencia

Entre el Eje Central Lázaro Cárdenas y el Paseo de la Reforma, se construyó un paso a desnivel en la década de los noventa; lo mismo ocurrió para el caso de las estaciones Auditorio de la Línea 7 (1985) y Garibaldi-Lagunilla de la Línea 8 (1994) del Metro de la Ciudad de México. Las obras se concentraron en el tramo entre la Puerta de los Leones y el entronque con la Carretera Federal n.º 15, en donde se redujo a dos carriles centrales por sentido separados por un camellón central ricamente adornado con vegetación. Esto con base en lo ya construido entre la Puerta de los Leones y la Fuente de Petróleos en 1952.
En la zona del Paseo correspondiente a las Lomas de Chapultepec, se crearon siete pequeñas glorietas a las cuales con los años se le agregaron monumentos en favor y, principalmente, de héroes de países latinoamericanos. Aunque hasta los ochenta sigue conociéndose como Reforma Poniente, para distinguirla de la parte vieja y la sección ampliada en el oriente, que se le llamaba indistintamente Reforma Norte o Reforma Oriente, oficialmente su nomenclatura ya era Paseo de la Reforma. Dicho sea de paso, la numeración correspondiente a la delegación Cuauhtémoc corre de la Glorieta de Peralvillo a la Puerta de los Leones, y la correspondiente a la Delegación Miguel Hidalgo de la Puerta de los Leones a la carretera México – Toluca 15D.
En 1979 se realizó la mudanza de la estatua ecuestre del Carlos IV a la plaza Manuel Tolsá, pese a lo cual se le siguió llamando popularmente glorieta del Caballito a la zona. Otra obra relevante en esos años fue el emplazamiento en la glorieta con la calle Sevilla de una fuente de corte moderno, conocida popularmente como "Las Regaderas" pero oficialmente su nombre fue Fuente del Cutzamala en honor al Sistema Cutzamala que aporta la mayoría del agua al Distrito Federal, obra del arquitecto Sergio Zaldívar Guerra, y que solo duró de 1981 a 1992 en su sitio, cuando fue totalmente eliminada para reubicar la Fuente de la Diana Cazadora en esa glorieta.
Durante esta modificación, la propuesta original de instalarla en la Glorieta de la Palma fue duramente criticada por grupos ecologistas, quienes defendieron la palma que se ubica en la glorieta.[cita requerida] Conjuntamente con esto se recordó que la Glorieta de la Palma originalmente estaba destinada a un monumento dedicado a Miguel Hidalgo y Costilla, la cual debía realizarse al cumplirse doscientos años de independencia, para así ir creando otros monumentos en las glorietas restantes destinados a celebrar los siguientes centenarios de independencia de México. Perjudicial para el Paseo fue la remodelación del Auditorio Nacional, que permitió la creación de un paradero a la entrada a la Línea 7 del Metro.
En 1985 ocurrió el terremoto del 19 de septiembre, que dañó severamente muchos edificios sobre el Paseo, por lo que fueron demolidos y quedaron terrenos abandonados por al menos dos décadas, como en el Cine Roble o el Hotel Continental. En la década de los noventa, se construyó la escultura del Caballito de Sebastián, obra utilitaria al ser además respiradero para el drenaje. Causa gran polémica por la supuesta simpleza o fealdad de la misma.

### SigloXXI
A partir de 1991 se llevaron a cabo una serie de estudios tendientes a modificar y renovar el Paseo de la Reforma, mismos que culminaron con el inicio de los trabajos en 2003 ya bajo la gestión del jefe de Gobierno del Distrito Federal Andrés Manuel López Obrador. Estos trabajos se realizaron bajo un Plan Maestro con base en lo estudiado por la Faculta de Arquitectura de la UNAM en todos esos años, y que se ejecutaron por etapas. La primera entre la Glorieta del Caballito y la Puerta de los Leones, la segunda entre la Puerta de los Leones y la Fuente de Petróleos, la tercera entre la Fuente de Petróleos y la Carretera Federal n.º 15D y la cuarta entre la Glorieta del Caballito y la Glorieta de Peralvillo.
La primera entre la Glorieta del Caballito y la Puerta de los Leones se llevó a cabo entre 2003 y 2006, con el cambio de todas las superficies, cambiando el asfalto de la zona de rodadura vehicular por concreto hidráulico, y las zonas peatonales por placas de concreto oxidado con un color amarillento y terminación picada en el piso. Con el fin de evitar zonas resbalosas, se dio una mejora en la conservación de las zonas arboladas y un plan de manejo que evitó muchas de las anteriores zonas abandonadas que distinguían al Paseo. Durante estas obras, se restauró el monumento a Cuauhtémoc y se modificó su emplazamiento hacia el norte. Se realizó además la limpieza de fachadas de edificios que fueron construidos a mediados del siglo XX, como la Torre Anáhuac, edificio construido en la década de 1940. Su fachada fue totalmente modernizada. En 2003, se concluyó la construcción de la inmensa Torre Mayor, convirtiéndose en el rascacielos más alto de América Latina. Actualmente es el primero de México y el tercero en América Latina. Como parte de esta remodelación, está la construcción de cuatro estaciones pertenecientes a tres diferentes líneas del sistema de transporte masivo Metrobús.
En 2006, debido a los polémicos resultados de las elecciones federales en México de 2006, el excandidato Andrés Manuel López Obrador —que acusó dichas jornadas como fraudulentas— encabezó un plantón con miles de simpatizantes del 31 de julio y hasta el 16 de septiembre de ese año, en Paseo de la Reforma y avenida Juárez, cerrando por completo la circulación debido a las casas de campaña ahí instaladas. En 2011, el Partido de la Revolución Democrática fue obligado a pagar 25 millones de pesos por el plantón.
La segunda etapa, entre la Puerta de los Leones y la Fuente de Petróleos, se llevó a cabo entre 2006 y 2009 con el cambio de luminarias y el arreglo de las superficies de rodamiento y peatonales. En este periodo se inauguró la galería abierta en las rejas del bosque entre el Museo Nacional de Antropología y la calle Gandhi, así como un corredor escultórico en el camellón central. Es hasta 2010 y 2011 que se iniciaron trabajos para dotarlo de luces de ornato, que con varios colores permiten conjuntarlo con un cambio periódico de plantas con flores para resaltar una época del año. Al final de esta época, y motivado por la construcción del segundo piso sobre el bulevar Manuel Ávila Camacho, se remodeló el entorno de la Fuente de Petróleos quitándole su jardín de rosas para cambiárselo por un juego de fuentes, mismos que se inauguraron en noviembre del 2012, aunque aún sin terminar del todo las obras.
Hacia 2007 inició la construcción de la Puerta 1808 de Manuel Felguerez en la intersección del paseo, Bucareli y Juárez, acompañada esta de una fuente con iluminación y efectos.
La tercera etapa entre la Fuente de Petróleos y la Carretera Federal n.º 15D México - Toluca, fue realizada entre 2003 y 2013, con la participación de capital privado en su mayoría. Al atravesar una zona de gran nivel económico como las Lomas de Chapultepec, el Gobierno del Distrito Federal pidió el apoyo de empresas y particulares para llevar a cabo las obras, siendo adoptada por zonas lo que permitió que cada participante gastara lo menos posible. Las obras en general consistieron en arreglo de las zonas arboladas del camellón central y las estatuas que se encuentran en la zona. Para 2006, la delegación Miguel Hidalgo inició los trabajos de un paso vehicular a desnivel en la intersección con el Paseo de las Palmas, mismo que fue duramente combatido por vecinos y la administración central, bajo el argumento de que estas obras no estaban bien planificadas. Las obras con algunas modificaciones se terminaron en 2013. Como parte de estas obras está el Distribuidor Vial Constituyentes - Reforma, que modificó la incorporación de esas vialidades a la Carretera Federal n.º 15D, a la Autopista México - La Venta y a la zona de City Santa Fe, en la cual se encuentra la hoy llamada Prolongación Paseo de la Reforma, nombre que comparte en algunos documentos y planos oficiales con el tramo entre los kilómetros 13 (colonia Lomas Altas a 25 Pueblo de San Pedro Cuajimalpa) de la Carretera Federal n.º 15D. Las obras del distribuidor iniciaron en 1992 y concluyeron en 2013.
La cuarta etapa entre la Glorieta del Caballito y la Glorieta de Peralvillo aún está pendiente de realizarse y solo se han hecho reparaciones menores de estética al tramo.
En 2020 comenzó la instalación del Paseo de las Heroínas, un proyecto que consiste en incorporar monumentos de bronce dedicados a mujeres que han contribuido significativamente a la historia de México, el paseo inicia desde la Columna de la Independencia hasta la Estela de Luz, el monumento a Leona Vicario fue el primero en integrarse.

## Croquis general

Croquis general del estado actual y etapas constructivas del Paseo de la Reforma (2013)

## Monumentos
Sobre las diecisiete glorietas se encuentran los principales monumentos que engalanan al Paseo de la Reforma, de los cuales se citan las siguientes.

### Glorietas

#### Glorieta del monumento a Colón
En esta se ubica el primer monumento colocado en el paseo, dedicado a Cristóbal Colón. La escultura fue creada por el escultor francés Enrique Cordier en París y donada a la Ciudad de México por Antonio Escandón. Se inauguró en 1883. Representa al navegante señalando al horizonte, bajo sus pies y a los lados de su pedestal, se encuentran las estatuas de Fray Pedro de Gante, Bartolomé de las Casas, Fray Juan Pérez de Marchena y Fray Diego de Deza. Como otros monumentos colombinos en el continente americano, esta glorieta debe ser protegida cada 12 de octubre ya que grupos pro indígenas en manifestaciones desde 1990 siempre tratan de llegar a ella y destruirla o al menos dañarla como rechazo a la Conquista de México por los españoles. En 1992 por las conmemoraciones del quinto centenario, manifestantes dañaron la escultura de Colón y las de los religiosos. El año siguiente el hecho se repitió.

#### Glorieta del monumento de Cuauhtémoc
Proyectado e iniciado por el ingeniero Francisco M. Jiménez y continuado por Miguel Noreña, tras la muerte del primero. Se colocó al cruce con la avenida de los Insurgentes, es quizás el monumento más nacionalista del paseo, representa al último Tlatoani mexica: Cuauhtémoc, empuñando una lanza y con atavíos de gala. A los lados del pedestal decorado con motivos prehispánicos, se ubican bajorrelieves con escenas del tormento a Cuauhtémoc realizado por Gabriel Guerra y en cada una de las caras del monumento el nombre de los últimos Tlatoani.
En 2005 el monumento fue movido de su posición original a unos metros sobre Paseo de la Reforma y fue remozado como parte de la remodelación de esta avenida y de la puesta en marcha del Metrobús sobre la avenida de los Insurgentes. Esta glorieta al contrario de la anterior, cada 12 de octubre es tomada como punto de partida para las manifestaciones en el Monumento a Colón.

#### Glorieta del Ángel
Proyectado bajo el diseño del arquitecto Antonio Rivas Mercado, junto con Gonzalo Garita y Manuel Gorozpe durante el régimen de Porfirio Díaz, quién lo encargó e inauguró en ceremonia oficial para las fiestas del Centenario de la Independencia de México. Las Esculturas fueron realizadas por Enrique Alciati. Las administraciones locales desde 2003, emanados del Partido de la Revolución Democrática, lo han tomado como símbolo no oficial del Distrito Federal usándolo en sus logos oficiales, es quizá el más bello de todos los monumentos que adornan el Paseo de la Reforma. La victoria alada (ángel) que soporta la columna, fue restaurada tras su caída por el terremoto acaecido en el año de 1957. Es punto de referencia y lugar de reunión en todo tipo de eventos sociales, deportivos y políticos, por lo cual, debe ser protegido con vallas y elementos de seguridad para evitar daños y su deterioro. La encontramos al cruce de las avenidas Florencia y Río Tíber.

#### Glorieta de la fuente de la Diana Cazadora
Fue inaugurada en el año de 1942 por el presidente Manuel Ávila Camacho, el diseño de la fuente es de Vicente Mendiola Quezada y el de la escultura de Juan Fernando Olaguíbel. La modelo que posó para el artista fue doña Helvia Martínez Verdeyes, ahora esposa del fallecido exdirector de Pemex, Jorge Díaz Serrano. El nombre que se le dio oficialmente al monumento fue el de "Flechadora de la Estrella del Norte", pero popularmente se le conoce como la "Diana Cazadora". Desde su inauguración fue motivo de escándalo por su desnudez, por lo cual se le llegó a cubrir con un faldón de bronce, lo que provocó su deterioro y que se fundiera una nueva escultura, enviando la original al estado de Hidalgo. En 1974 este monumento se guardó por las obras del Circuito Interior y en 1976 se colocó en el jardín Ródano o parque del Ariel (estatua que a su vez fue reubicada en los Estudios Churubusco). 
Posteriormente, en el año 1992, regresó al paseo de la Reforma en una glorieta distinta a la original, en el cruce con Río Misisipi y Sevilla.

#### Monumento de la Fuente de Petróleos
Esta fuente de Petróleos Mexicanos conmemora la Expropiación Petrolera de 1938 y fue construida en 1952 durante el gobierno del Presidente Miguel Alemán Valdés y se ubica en el Paseo de la Reforma. El autor del grupo escultórico de esta fuente fue Juan Fernando Olaguíbel Rosenzweig, en un estilo muy común en la época y a imitación de estatuas similares en la Unión Soviética.
La Glorieta Original ha sido modificada dos veces, la primera al construirse el bulevar Manuel Ávila Camacho en 1962 y la segunda en 2011, al construirse el segundo piso del bulevar Manuel Ávila Camacho, desde la primera modificación se pensó en que el distribuidor vial no obstruyera la vista del monumento ni de la zona arbolada que lo rodea, en la primera remodelación la glorieta fue agrandada y adornada con un jardín de rosas, mientras en la segunda fue reducida a un conjunto de 55 metros de diámetro rodeada de fuentes. Para el grupo escultórico en su construcción demandó dieciocho toneladas de bronce, fue proyectado en 1950 e inaugurada en 1952.

#### Glorieta de Cuitláhuac
Adicionalmente a estas están las glorietas con las esculturas o monumentos dedicados a:
De Poniente a Oriente.
- Monumento a Mustafa Kemal Atatürk, en el cruce con avenida Castillo de Chapultepec.
- Escultura de Penélope, en el cruce con Sierra Ixtlán.
- Monumento al Dr. José Rizal, en el cruce con avenida Montañas Rocallosas Oriente.
- Monumento al músico y político polaco Ignacy Jan Paderewski, realizado por el escultor Jorge González Velázquez, en el cruce con Sierra de Bacatete.
- Monumento a Francisco de Paula Santander, en el cruce de Monte Everest.
- Monumento a Antonio José de Sucre, en el cruce con avenida Explanada.
- Glorieta de la Palma, en el cruce con Río Rhin.
- Puerta 1808 y fuente, en el cruce con avenida de la República.
- Glorieta de Peralvillo, sin monumento o escultura en el cruce con Eje 2 Norte.

### Monumentos al lado del Paseo
Adicionalmente a los monumentos y esculturas en las glorietas existen varios monumentos, esculturas y edificios ubicados a la vera del Paseo, entre estos destacan.

#### Monumento Estela de Luz

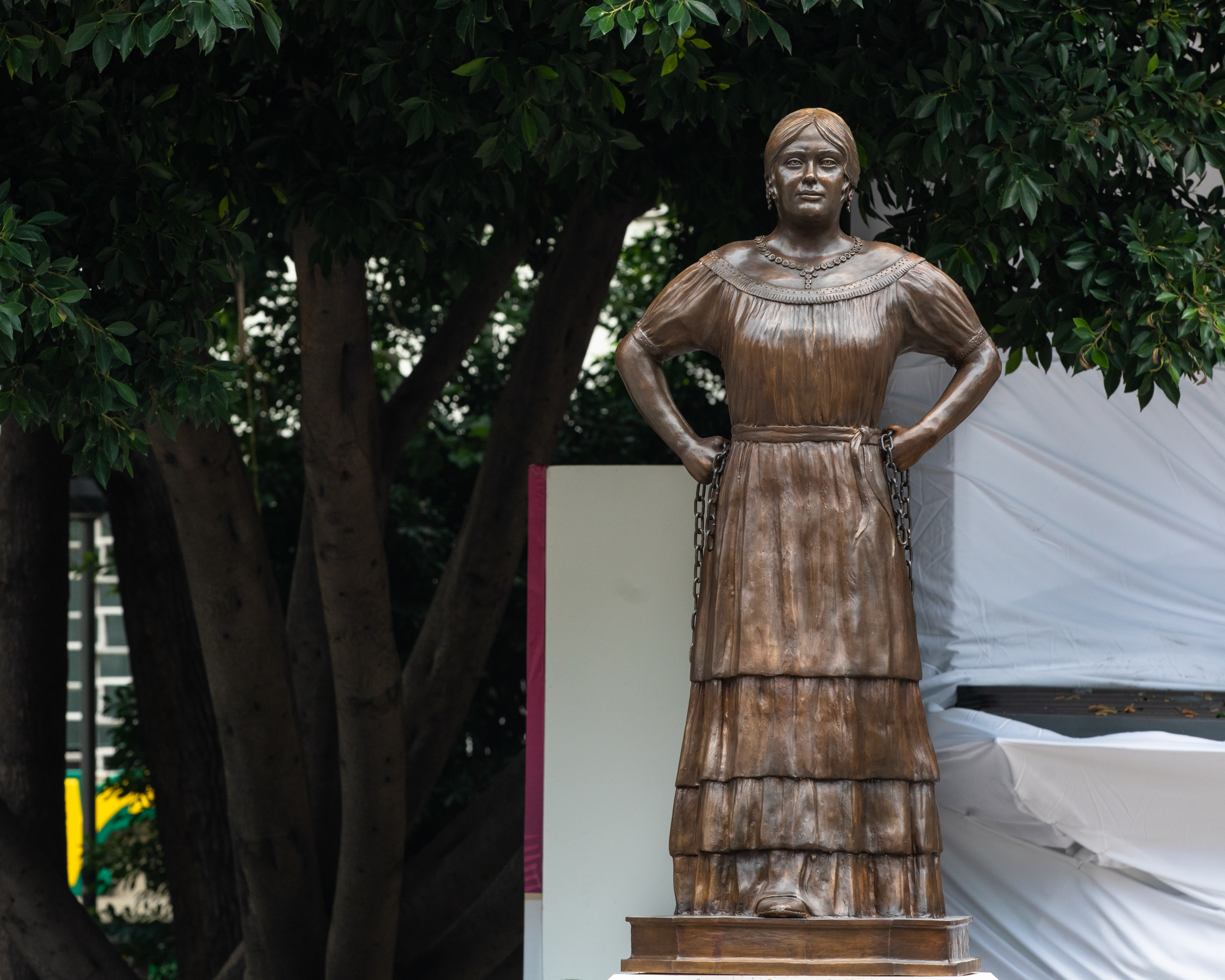
La estatua de Leona Vicario es la primera que se inaugura en el nuevo "paseo de las heroínas" en la icónica avenida Reforma de la Ciudad de México.

Es el polémico proyecto ganador de la convocatoria abierta por el Gobierno Federal de México para la creación de un monumento conmemorativo como parte de los festejos del Bicentenario de la Independencia Mexicana, que entre otras características debía destacar como un hito urbano-arquitectónico, ser un arco triunfal y tener varios usos. Fue inaugurado el 7 de enero del 2012 casi dos años luego de la fecha prevista, el 15 de septiembre de 2010. Sin embargo, la obra no se concluyó hasta finales de diciembre de 2011 y sin muchas de las obras que inicialmente se consideraron como un paso a desnivel tanto vehicular como peatonal, un museo y otras instalaciones, pero la principal de ellas el que fuera un arco, siendo ahora una estela de luz con color amarillento.
En los días siguientes se suscitaron protestas públicas en el sitio, por internet y en medios masivos de comunicación porque se considera que su costo fue excesivo y mucho más elevado de lo contemplado inicialmente, aunque el proyecto ejecutivo original no contemplaba los problemas de cimentación que presentó el monumento.
Otros monumentos ubicados a la vera son, de poniente a oriente:
- El Obelisco a Simón Bolívar, en el cruce con la calle Julio Verne, y que en su momento fuera la entrada oficial a la Colonia Polanco.
- Monumento a Luis Donaldo Colosio, en el cruce con la calle de julio Verne.
- Monumento al General Joaquín Amaro, en la entrada al Campo Marte.
- Jardín de Azerbaiyán o Monumento a Heydar Aliyev, instalada en 2013 al tener una estatua del exlíder azerbaiyano Heydar Aliyev se levantó una polémica sobre la conveniencia de tener la estatua de un líder político extranjero que es considerado un genocida, por lo que fue retirada y renombrado el monumento.[21][22]
- Monumento a Winston Churchill, en el cruce con la calle de Arquímedes en la Colonia Polanco.
- Monumento a Josip Broz Tito, en el cruce poniente con la avenida Gandhi.
- Monumento a Luis Pasteur, en el cruce con la avenida de los Insurgentes.
- Monumento a José María Morelos y Pavón entre las calles Jaime Nunó y Allende en Tepito
- Monumento a Francisco Zarco entre Zarco y Cajón de Zarco.
- Grupo escultórico de héroes mexicanos, ubicados en 72 pedestales con igual número de estatuas de próceres mexicanos y cuya lista es la siguiente.

#### Primera etapa
| Personaje                  | Estado que lo propuso | Personaje                         | Estado que lo propuso | Personaje                     | Estado que lo propuso | Personaje                      | Estado que lo propuso |
| -------------------------- | --------------------- | --------------------------------- | --------------------- | ----------------------------- | --------------------- | ------------------------------ | --------------------- |
| Ignacio Ramírez            | Distrito Federal      | Leandro Valle Martínez            | Distrito Federal      | Rafael Lucio Nájera           | Veracruz              | Miguel Lerdo de Tejada         | Veracruz              |
| Manuel Cepeda Peraza       | Yucatán               | Andrés Quintana Roo               | Yucatán               | Nicolás García de San Vicente | Hidalgo               | Julián Villagrán               | Hidalgo               |
| Ignacio Pesqueira          | Sonora                | Jesús García Morales              | Sonora                | Juan Zuazua                   | Nuevo León            | Servando Teresa de Mier        | Nuevo León            |
| Carlos María de Bustamante | Oaxaca                | Antonio de León                   | Oaxaca                | Mariano Jiménez               | San Luis Potosí       | Ponciano Arriaga               | San Luis Potosí       |
| Donato Guerra              | Jalisco               | Manuel López Cotilla              | Jalisco               | Guadalupe Victoria            | Durango               | Francisco Zarco                | Durango               |
| Plutarco González Pliego   | Estado de México*     | León Guzmán                       | Estado de México*     | Manuel Ojinaga                | Chihuahua             | Esteban Coronado               | Chihuahua             |
| José Eduardo de Cárdenas   | Tabasco               | Gregorio Méndez Magaña            | Tabasco               | Francisco Primo de Verdad     | Aguascalientes        | José María Chávez Alonso       | Aguascalientes        |
| Hermenegildo Galeana       | Guerrero              | Leonardo Bravo                    | Guerrero              | Ramón Corona                  | Sinaloa               | Antonio Rosales                | Sinaloa               |
| Ignacio López Rayón        | Michoacán             | Francisco Manuel Sánchez de Tagle | Michoacán             | Pedro José Méndez             | Tamaulipas            | Juan José de la Garza Cisneros | Tamaulipas            |
| Juan Antonio de la Fuente  | Coahuila              | Miguel Ramos Arizpe               | Coahuila              |                               |                       |                                |                       |

(*) Nota, las estatuas del Estado de México se colocaron hasta el año del 2006, ya que en 1886 el Distrito Federal se consideraba parte del Estado de México, por eso deberían considerarse como pertenecientes al Estado de México las estatuas adjudicadas al Distrito Federal en la tabla anterior. Corresponden a la tercera etapa.

#### Segunda etapa
| Personaje                | Estado que lo propuso | Personaje                 | Estado que lo propuso | Personaje                        | Estado que lo propuso | Personaje                | Estado que lo propuso |
| ------------------------ | --------------------- | ------------------------- | --------------------- | -------------------------------- | --------------------- | ------------------------ | --------------------- |
| José María Luis Mora     | Guanajuato            | Jesús Terán Peredo        | Aguascalientes        | Juan Álvarez                     | Guerrero              | Ángel Albino Corzo       | Chiapas               |
| Guillermo Prieto         | Distrito Federal      | Gabino Barrera            | Puebla                | Mariano Escobedo                 | Nuevo León            | Eustaquio Buelna Pérez   | Sinaloa               |
| Manuel Gutiérrez Zamora  | Veracruz              | Sostenes Rocha            | Guanajuato            | Joaquín Miguel Gutiérrez Canales | Chiapas               | José María Lafragua      | Puebla                |
| Manuel Doblado           | Guanajuato            | Cecilio Chi               | Quintana Roo          | Jacinto Pat                      | Quintana Roo          | Eulogio Parra            | Nayarit               |
| Bibiano Dávalos López    | Nayarit               | Clodomiro Cota Márquez    | Baja California Sur   | Manuel Márquez de León           | Baja California Sur   | Gregorio Torres Quintero | Colima                |
| Manuel Álvarez Zamora    | Colima                | José María Arteaga        | Querétaro             | Ezequiel Montes                  | Querétaro             | Antonio Carbajal         | Tlaxcala              |
| Miguel Lira y Ortega     | Tlaxcala              | Pablo García y Montilla   | Campeche              | Francisco Sosa                   | Campeche              | Jesús González Ortega    | Zacatecas             |
| Francisco García Salinas | Zacatecas             | Vicente Riva Palacio      | Distrito Federal      | Manuel Payno                     | Distrito Federal      | José María Iglesias      | Distrito Federal      |
| Ignacio Mejía            | Oaxaca                | Francisco Leyva Arciniega | Morelos               | José Diego Fernández Torres      | Morelos               | Santos Degollado         | Guanajuato            |
| Melchor Ocampo           | Michoacán             | Ignacio Manuel Altamirano | Guerrero              | Erasmo Castellanos Quinto        | Veracruz              |                          |                       |

## Obras no realizadas y desaparecidas
Como la ciudad en la que se ubica, que se encuentra en constante cambio, el mismo Paseo de la Reforma ha corrido con la suerte de ver la creación y destrucción de monumentos, lugares y sitios que marcaron una época y dejaron una huella en la historia de la ciudad, entre los cuales se pueden mencionar las siguientes:
- Crucero Reforma-Insurgentes: proyecto dirigido por el arquitecto Mario Pani para la construcción de una gran glorieta en el cruce del Paseo y la Avenida de los Insurgentes, con otras glorietas que se ampliarían y en cuyo perímetro se construirían varios edificios públicos y privados.
- Fuente del Sistema Cutzamala: ubicada en el cruce de la calle Sevilla y el Paseo. Rendía tributo al Sistema Cutzamala. Conocida popularmente como Los paraguas o Los hongos, fue removida para colocar la escultura de la Flechadora del sur o Diana cazadora el 5 de agosto de 1992.
- Edificio Corcuera: ubicado en la esquina del paseo y Avenida de la República, sufrió daños irreversibles por el Terremoto de México de 1957 y fue demolido.
- Hotel Continental: ubicado en el cruce de Reforma e Insurgentes, demolido tras sufrir daños irreversibles en el Terremoto de México de 1985.

## Puntos relevantes de oriente a poniente
El paseo de la Reforma comienza en la intersección de la avenida de los Misterios o calzada de los Misterios y de la Calzada de Guadalupe, punto conocido como la Glorieta de Peralvillo.
- La primera avenida que cruza es el Eje 2 Norte conocido como Canal del Norte o Eulalia Guzmán.
- Uno de los puntos interesantes sobre el paseo de la Reforma es Tlatelolco, el cual sufrió graves daños durante el Terremoto de México de 1985 y en el cual estuvo presente el tenor Plácido Domingo para rescatar a sus familiares y a los demás sobrevivientes.
- A un lado de Paseo de la Reforma se encuentra el antiguo barrio de Tepito de la ciudad prehispánica de México-Tlatelolco.
- La estación Garibaldi del Metro.
- Por un paso a desnivel, exactamente abajo de la estación Garibaldi y la Glorieta de Simón Bolívar, se ubica el Eje Central Lázaro Cárdenas, otra de las vialidades importantes de la Ciudad, que corre de sur a norte.
- Oficinas anexas de la Procuraduría General de la República y oficinas de la Secretaría de Hacienda y Crédito Público.
- La Estación del Metro Hidalgo.
- En este punto hace cruce con la estación del Metrobús Hidalgo línea 3, la cual se ubica al cruce con la calle de Balderas.
- La iglesia de San Hipólito que es donde se venera a San Judas Tadeo, patrón de las causas perdidas y en la colonia principal, santo de Ciudad de México.
- La Torre Prisma, frente al Edificio El Moro, con oficinas del SAT.
- El Edificio El Moro, sede de la Lotería Nacional de México.
- La Torre del Caballito, donde se encontraban oficinas de los senadores; y la avenida de la república que comunica con el Monumento a la Revolución Mexicana.
- En este punto hace cruce con la estación del Metrobús Glorieta de Colón ruta cuatro.
- Se ubica la Cámara de Comercio de la Ciudad de México.
- Torre Contigo, anteriormente llamado Edificio Anáhuac, sede de la Secretaría de Desarrollo Social, frente al Edificio Reforma 90
- El Edificio Reforma 90 que estará frente al monumento a Cristóbal Colón.
- En la Glorieta del Monumento a Cristóbal Colón se encuentran los Hoteles Fiesta Americana, Misión Colón Reforma y Embassy Suites.
- Oficinas anexas de la Secretaría de Gobernación.
- Las oficinas del Fondo Nacional para el Fomento a las Artesanías (FONART).
- En la esquina de la calle de París, contra esquina de las oficinas del FONART, se ubican las nuevas oficinas del Senado de México y cruzando esa misma calle se encuentra el edificio que fuera del Hotel Reforma, uno de los más emblemáticos de su época.
- A una cuadra está ubicada la estación Reforma del Metrobús Línea uno, el Monumento a la Madre y el Jardín del Arte, donde hay pintores que venden sus obras y se instalan cada domingo.
- Las oficinas centrales del Consejo Nacional para la Cultura y las Artes.
- La Escuela Bancaria y Comercial, la primera escuela de negocios del país.
- Los tres edificios del complejo Reforma 222, la Torre 2 Reforma 222 y la Torre 1 Reforma 222.
- La Procuraduría General de la República.
- El Edificio Reforma 243 (actualmente en construcción).
- La Bolsa Mexicana de Valores.
- El Edificio Reforma 265.
- Del lado sur la Zona Rosa lugar de esparcimiento, lectura, caminata y diversión.
- El -recientemente remodelado- Hotel Marriott (antes Hotel Aristos).
- La Embajada de los EE. UU.
- A un lado de la Embajada se encuentra el Hotel María Isabel Sheraton and Towers, cuyo primer edificio fue proyectado y construido en 1962 por el Arq. Juan Sordo Madaleno, y cuyas dos torres gemelas son proyecto y obra del arquitecto mexicano Manuel De Santiago-de Borbón González Bravo, bisnieto de la Reina Isabel II de España, en 1969.
- El Ángel de la Independencia, el punto de reunión de los mexicanos cuando ocurren victorias de la (Selección Mexicana), como manifestaciones contra la violencia, también es el punto de reunión para actividades políticas (diferentes partidos políticos existentes en México), es el punto de reunión de novios que quieren sacarse la foto después de la boda y de las quinceañeras y sus chambelanes.
- La Torre Florencia está ubicada frente al Ángel de la Independencia y el Banco HSBC.
- Frente al Ángel de la Independencia se encuentran las oficinas centrales del Banco HSBC.
- La Comisión de Seguridad Pública.
- La Embajada de Colombia.
- La Embajada de Japón.
- La Fuente de la Diana Cazadora.
- El hotel de lujo St. Regis Hotel & Residences que es uno de los 13 hoteles de su tipo en el mundo y es el primero en Latinoamérica, está frente a la Fuente de la Diana Cazadora.
- La Embajada de Brasil y su escuela del idioma portugués brasileño.
- La Torre Reforma.
- Las oficinas centrales del Instituto Mexicano del Seguro Social.
- La Torre Mayor ubicado frente al Instituto Mexicano del Seguro Social.* Dentro de sus instalaciones se encuentran las oficinas centrales del despacho contable Deloitte.
- El Monumento Estela de Luz se ubica en una explanada enfrente a la Secretaría de Salud.
- El Hotel Four Seasons Hotels, frente a la Torre Mayor.
- Las oficinas centrales de la Secretaría de Salud.
- La Torre Bancomer
- A partir de este punto se entra al Bosque de Chapultepec en donde se ubica el Zoológico de Chapultepec, los lagos de Chapultepec, el Museo de Arte Moderno, el Museo Rufino Tamayo, el Museo Nacional de Antropología, el Auditorio Nacional, el campo Marte del Ejército Mexicano y otras zonas recreativas y culturales que se encuentran detrás del Auditorio Nacional como teatros y foros de expresión.
- La calzada Mahatma Gandhi.
- Sobre el Paseo de la Reforma se encuentra la conocida colonia Polanco, donde se encuentran algunos de los más exclusivos hoteles de la Ciudad de México como el Hotel Nikko México, el Presidente InterContinental Hotel, el J.W. Marriott. Esta es una de las zonas más importantes, económicamente, de la Ciudad de México, donde están asentadas las oficinas de diversas empresas tanto nacionales como internacionales, así como las Embajadas de diferentes países, como la de Francia, Australia, Alemania, Líbano, Canadá, España, etc. En este punto estaba ubicado el Hard Rock Cafe México.
- Monumento a Luis Donaldo Colosio Murrieta en contra-esquina del campo Marte del Ejército Mexicano.
- El parque República de Líbano
- La Glorieta con la fuente de Petróleos Mexicanos y en la cual de forma subterránea atraviesa el bulevar Manuel Ávila Camacho (Anillo Periférico).
- El edificio Reforma 115 atrás de la glorieta de Petróleos Mexicanos.
- A 100 metros se ubica el punto de impacto de la caída del avión Learjet 45, matrícula XC-VMC, en el que volvía a la Ciudad de México el Secretario de Gobernación, Juan Camilo Mouriño.
- A partir de este punto sobre Paseo de la Reforma se encuentra la zona residencial más exclusiva, Lomas de Chapultepec, donde viven tanto empresarios, políticos, economistas, las zonas habitacionales y residenciales más exclusivas; como ejemplo se encuentra sobre el Paseo de la Reforma la casa del embajador de los Estados Unidos de América.
- El jardín República del Perú.

## Transporte

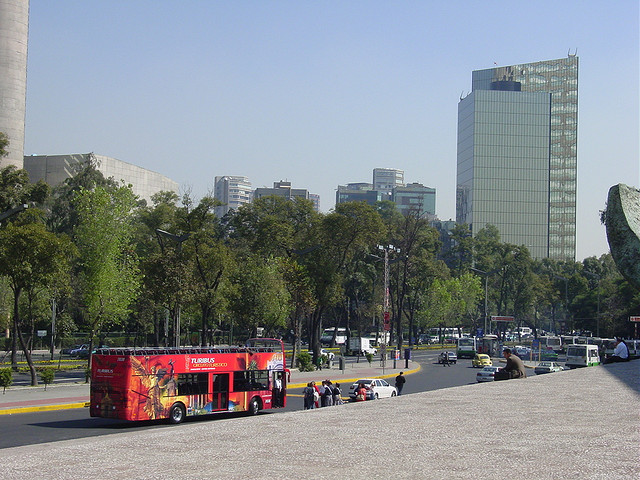
Recorrido del Turibús sobre Paseo de la Reforma

En el 2018 entró en funciones la Línea 7 del Metrobús, misma que corre sobre Paseo de la Reforma a la altura de Campo Marte, hasta Indios Verdes, donde hace una conexión de terminal con la Línea 1. Además, salvo por la Línea 2, tienes estaciones de trasbordo con las demás rutas. Debido a los diversos programas de inclusión social, así como actividades recreativas y deportivas, y por eventos inesperados de fuerza mayor, los domingos, esta ruta comienza con un horario de servicio hasta las 14 horas, luego de haber terminado el paseo en bicicleta que recorre todo Paseo de la Reforma y hasta la Basílica de Guadalupe.
Hasta antes de la entrada en servicio del Metrobús, las siguientes empresas prestaban el servicio regular de transporte público en el Paseo de la Reforma:
- Corredor Villa Lomas S.A. (COVILSA)
- Corredor Reforma Bicentenario 20C

Siendo sus terminales:
- La conocida como km 13
- La conocida como km 14 (ambas terminales son por la Carretera México - Toluca.)
- Estación Auditorio
- Estación Hidalgo
- La Villa/Ferroplaza
- Estación Indios Verdes
- Estación Garibaldi (conexión con el corredor Cero Emisiones.)
- Zócalo
- Estación Chapultepec

Estas dos empresas ofrecían el servicio desde 2013 con un precio de 5.50 pesos (O.40 USD aprox.) para el servicio plus y 6 pesos para el servicio ejecutivo (0.45 USD aprox.).
Así mismo, la empresa pública RTP también prestaba servicio con las rutas:
- 76 y 76A Santa Fe - La Villa

Cobrando una tarifa de 2 pesos (0.15 USD aprox.) para el servicio común y 4 pesos (0.35 USD) para usar el servicio expreso el cual tiene paradas más alejadas entre sí.
Las rutas que van al Estado de México se pueden considerar alimentadoras de este corredor, algunas ya circulan por calles alternas a fin de cumplir el mandato de solo poner a circular autobuses con ciertas características, ruta 2 prepara algunos autobuses para atender su ramal de Satélite-Valle Dorado para poder cubrir la ruta como siempre lo ha hecho por Reforma y Periférico.
Estas rutas fueron el primer proyecto de Corredores Viales de Transporte en el Distrito Federal.

### Ciclismo en Reforma

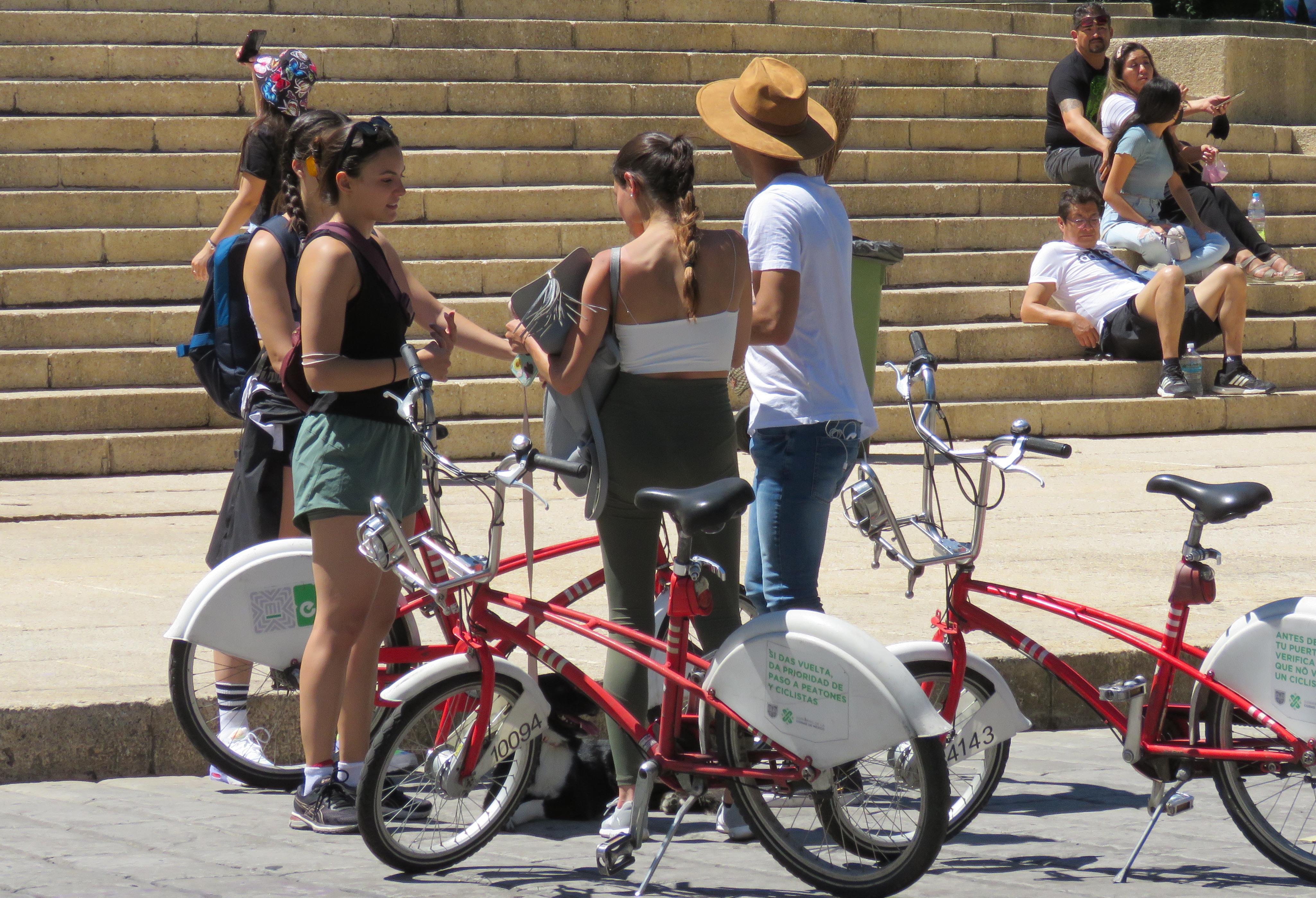
Personas con ecobicis en Paseo de la Reforma.

Desde el 14 de mayo de 2007 se realiza cada domingo en Reforma el programa Muévete en bici, un programa del Gobierno del Distrito Federal que consiste en convertir al paseo en una ciclovía recreativa los domingos de 8 a 14 horas, para permitir la circulación libre de vehículos no motorizados como bicicletas, triciclos, patinetas y personas en patines.
En esta vialidad fue inaugurada en 2010 la Ciclovía Modelo, una vía específica para ciclismo que cuenta con separaciones físicas de las laterales del paseo, señalizaciones y semáforos. En enero de 2014 habían circulado cerca de 100 mil ciclistas, con un promedio de mil 723 por día.

## Celebraciones, fiestas y acontecimientos

### Salas de cine
Durante el siglo XX el paseo alojó en su zona céntrica algunas de las más grandes salas de cine de la capital mexicana. Fue el Cine Chapultepec —en el actual emplazamiento de la Torre Mayor— el primer en ser edificado en 1944. En dicho inmueble tuvo una oficina Luis Buñuel y se hizo el casting para la película Los Olvidados. El más grande de ellos fue el Cine El Roble (en el número 135), con capacidad para 4150 espectadores, seguido del Cine Latino (en el número 296). El Roble fue la sede de la primera Muestra Internacional de Cine en México en los años sesenta, en tanto que el Latino contaba además con un mural del artista Octavio Ríos. Otros cines en el paseo fueron el Cine París y el Cine Paseo, los cuales presentaban oferta de cine de distintos países, no sólo de Hollywood. También existieron el Cine Diana (ahora Cinépolis Diana), el Cine María Isabel (en donde se encuentra el hotel Sheratón junto a la Columna de la Independencia y el Real Cinema (ahora Cinemex Real).

### Salvador Dalí: Sueños Urbanos
El 27 de febrero de 2017, el gobierno de la Ciudad de México en colaboración con el museo Soumaya, presentaron 20 esculturas del artista español surrealista Salvador Dalí. La exposición estuvo en paseo de la Reforma enfrente del Museo Nacional de Antropología. En la noche de inauguración, estuvieron presentes Miguel Ángel Mancera, jefe de Gobierno de Ciudad de México y Carlos Slim Helú, presidente de la fundación Carlos Slim y fundador del museo Soumaya.